# Dendrogaster arbusculus
Dendrogaster arbusculus är en kräftdjursart som beskrevs av Fisher 1911. Dendrogaster arbusculus ingår i släktet Dendrogaster och familjen Dendrogastridae. Inga underarter finns listade i Catalogue of Life.